# Campeonato Uruguayo de Rugby 2023
El Campeonato Uruguayo de Rugby 2023 (Copa Perifar por motivos de patrocinio) fue la 73.ª edición del máximo certamen de clubes de rugby en el Uruguay, organizado por la Unión de Rugby del Uruguay.
Dio inicio el 18 de marzo y tendrá una interrupción por un mes, a causa de la disputa de la Copa Mundial de Rugby de 2023 en Francia, y finalizará el 28 de octubre; todos los juegos suelen disputarse los sábados a las 15.45 hora local (UTC-03:00).
El torneo es de carácter amateur, es decir, todos los jugadores pertenecientes a los clubes no poseen un contrato profesional.
Trébol Rugby Club es el campeón vigente, ya que se alzó con el trofeo venciendo en la final de la edición 2022 a Montevideo Cricket Club por 22-20 en el Estadio Charrúa de Montevideo.

## Sistema de competición
Consta de una temporada regular de 18 juegos a dos ruedas (ida y vuelta), en formato todos contra todos. Los mejores 2 equipos ubicados en la tabla general clasifican directo a semifinales y del 3.º al 6.º a un playoffs a partido único; de ahí se definen los otros dos clasificados a esa instancia. El juego final de campeonato se disputará el día 27 de octubre.
Este torneo no tiene sistema de descensos, o sea, no relega equipos a otras categorías de menor nivel.

## Equipos participantes
| Equipo                  | Colegio                          | Seudónimo                   | Localidad  | Año de fundación |
| ----------------------- | -------------------------------- | --------------------------- | ---------- | ---------------- |
| Carrasco Polo Club      | -                                | Polacos, el Caballito, Polo | Montevideo | 1933             |
| Old Christians Club     | Colegio Stella Maris             | Azules                      | Montevideo | 1962             |
| Old Boys Club           | The British School               | Azulgrana, el León          | Montevideo | 1914             |
| Montevideo Cricket Club | -                                | Decano                      | Montevideo | 1861             |
| Los Cuervos Rugby (CGU) | -                                | Cuervachos                  | Montevideo | 1959             |
| Ceibos Rugby Club       | Colegio Monte VI                 | Auriverde                   | Montevideo | 2014             |
| Pucaru Stade Gaulois    | Lycée Français Jules Supervielle | Marea Roja                  | Montevideo | 2006             |
| Champagnat Rugby        | -                                | Diagonal                    | Montevideo | 1975             |
| Club Seminario          | Colegio Seminario de Montevideo  | Bordó                       | Montevideo | 2010             |
| Trébol Rugby Club       | -                                | Sanducero                   | Paysandú   | 1972             |

## Clasificación
Tabla de posiciones
| Pos. | Equipo                  | Encuentros | Encuentros | Encuentros | Encuentros | Tantos | Tantos | Tantos | PB | PB | Puntos |
| Pos. | Equipo                  | PJ         | PG         | PE         | PP         | F      | C      | Dif    | BO | BD | Puntos |
| ---- | ----------------------- | ---------- | ---------- | ---------- | ---------- | ------ | ------ | ------ | -- | -- | ------ |
| 1.º  | Old Christians          | 18         | 16         | 0          | 2          | 807    | 279    | +528   | 15 | 1  | 80     |
| 2.º  | Trébol Rugby Club       | 18         | 15         | 0          | 3          | 679    | 421    | +258   | 14 | 1  | 75     |
| 3.º  | Old Boys Club           | 18         | 14         | 0          | 4          | 603    | 358    | +245   | 12 | 1  | 69     |
| 4.º  | Los Cuervos Rugby       | 18         | 11         | 1          | 6          | 547    | 424    | +123   | 9  | 2  | 57     |
| 5.º  | Montevideo Cricket Club | 18         | 11         | 0          | 7          | 441    | 338    | +103   | 9  | 2  | 55     |
| 6.º  | Carrasco Polo           | 18         | 10         | 0          | 8          | 494    | 285    | +209   | 8  | 6  | 54     |
| 7.º  | Champagnat Rugby        | 18         | 5          | 0          | 13         | 245    | 641    | -396   | 4  | 2  | 26     |
| 8.º  | Ceibos                  | 18         | 2          | 2          | 14         | 292    | 516    | -224   | 3  | 4  | 19     |
| 9.º  | Seminario Rugby         | 18         | 3          | 1          | 14         | 326    | 578    | -252   | 3  | 2  | 19     |
| 10.º | PSG Rugby               | 18         | 0          | 2          | 16         | 233    | 827    | -594   | 3  | 1  | 8      |

|  | Cuartos de final. |

## Fase Final

### Cuartos de final
| 13 de octubre | Los Cuervos Rugby | 17 - 15 | Montevideo Cricket Club |  |  |

| 13 de octubre | Old Boys Club | 20 - 21 | Carrasco Polo |  |  |

### Semifinal
| 20 de octubre | Old Christians | 60 - 22 | Los Cuervos Rugby |  |  |

| 20 de octubre | Trébol Rugby Club | 17 - 15 | Carrasco Polo |  |  |

### Final
| 28 de octubre | Old Christians | 44 - 26 | Trébol Rugby Club |  |  |

| Bandera de Uruguay     |
| Campeón Old Christians |
| Vigésimo primer título |